# Miltão
Milton Barbosa (Ribeirão Preto), mais conhecido como Miltão, é um militante antirracista e um dos fundadores do Movimento Negro Unificado. Atuou em vários movimento tais como o Centro de Cultura e Arte Negra, o Instituto Brasileiro de Estudos Africanistas, a Câmara de Comércio Afro-Brasileiro e o Instituto de Pesquisa das Culturas Negras. Em 7 de julho de 1978 na frente do Theatro Municipal, junto a uma multidão e desafiando a repressão instaurada pela ditadura militar brasileira, protestou contra o racismo. O 7 de julho hoje é conhecido e comemorado como data de fundação do Movimento Negro Unificado (MNU). 